# Понте Борија
Понте Борија је насеље у Италији у округу Катанија, региону Сицилија.
Према процени из 2011. у насељу је живело 49 становника. Насеље се налази на надморској висини од 102 м.